# Miraggio (film)
Miraggio (Mirages) è un film del 1938 diretto da Alexandre Ryder.

## Trama
Jeanne e Pierre sono una giovane coppia di amanti senza il becco di una lira, lei insegna pianoforte e lui è un ingegnere disoccupato. Arlette e Michel sono una coppia di loro amici che lavorano entrambi a Parigi alle "Folies Bergère", i quali gli consigliano di presentarsi per un provino. Nel frattempo Jeanne è stata presa come ballerina e Pierre parte per l'Algeria per un lavoro. Il tempo passa e Jeanne non sa se scegliere tra la sua carriera o il suo amore per Pierre.